# まるどりっ!UP
『まるどりっ!UP』（まるどりっ!アップ）は、2021年6月5日から新潟テレビ21（UX）で放送されているローカル情報番組である。

## 概要
2007年より放送時間を変更しながら土曜午前に長年放送されてきた情報番組『まるどりっ!』と、同番組の直後に放送されている『まるどりっ!サプリ』の後番組として、大幅に放送枠を拡大して放送。
出演者は基本的に一新されるが、『まるどりっ!』から三河かおりアナウンサーが、『まるどりっ!サプリ』からチカコホンマが続投される。

## 出演者
新潟テレビ21アナウンサー
- 大西遥香（2025年6月より産休中）
- 小山裕久
- 富沢菜々
- 大石悠貴
- 小池れいあ
- 大角怜司
- 角元百花
- 高橋泉

レギュラーゲスト
- やまだみつる -「ズックでいこう 旅してちょうない。」コーナー担当
- チカコホンマ -「チカポンの探検日和」コーナー担当

後半MC
番組後半のみ出演 以下の2人が交代で不定期出演
- 高井瑛子（フリーアナウンサー・元UXアナウンサー）2025年7月から
- 廣川明美（フリーアナウンサー）2025年7月から

ゲストコメンテーター
- 大桃美代子（タレント・新潟食料農業大学客員教授）
- 大塚清一郎（新潟日報 論説編集委員）
- 越智敏夫（新潟国際情報大学学長）
- 桑山敏成（朝日新聞 元新潟総局長）
- 佐藤健之（新潟ニュービジネス協議会顧問）

（毎回一人ずつ交代で出演）

## 前半コーナー
まるどり!Times
新潟県内の1週間のニュースを振り返り、注目ポイントについてはゲストコメンテーターが解説を加える。
お天気コーナー（不定期）
週末の天候で特に警戒が必要な場合や異常気象等で気象予報士の専門的解説が必要とされる場合には、スーパーJにいがたでお天気コーナーを担当するキャスターが出演し解説する。
得報アンサー
- 「おらが町の人気スーパーマーケット」は地元で愛されるスーパーマーケットの人気のヒミツを探るシリーズ企画。
- 「産直ヒット商品ルーツをたどれ」は産直でヒットしている商品の生産者を取材するシリーズ企画。
- 「町の名店～繁盛店に密着１２時間～」では県内の名店に密着するシリーズ企画。

ズックでいこう 旅してちょうない。
やまだみつると富沢アナが県内を街ぶらしながら、様々な店や地域を紹介するコーナー。
紹介された場所の中から1人を選び、やまだが似顔絵を書いてプレゼントする。「旅のちょみやげ」は訪れた街にまつわるお土産を抽選でプレゼントする。
過去の放送分からセレクトする「旅してちょ延長戦」コーナーも不定期ながら放送される。
土曜朝の生中継いまどりっ！
今の旬を生中継にてお届けするコーナー。リポーターはUXアナウンサーの他、鬼木笑などフリーアナウンサーが担当する。

## 後半コーナー
チカポンの探検日和
チカコホンマが旬のスポットを体験、挑戦するコーナー。
one-upグルメ
県内にゆかりのある著名人お気に入りのグルメをはじめとしてMCの「イチオシ」グルメをリポートするコーナー。
2024年までは大西アナがグルメリポーターを務めていたが2025年1月から小池アナが担当している。
登場著名人
- 鈴木Q太郎（ハイキングウォーキング）
- 西村元貴[5]
- 遠藤麻理
- 東北楽天ゴールデンイーグルス 荘司康誠投手[6]
- NMB48 古川雪乃[7]
- 藤井美菜[8]
- 松本莉緒[9]
- NGT48 本間日陽[10]
- 北原里英[11]
- 豊島心桜[12]
- NGT48 真下華穂、藤崎未夢[13]
- HilcrhymeTOC[14]
- 秋川雅史[15]
- プロバスケットボールプレイヤー 長谷川惠一[16]
- 笑い飯哲夫[17]
- 第95期棋聖戦 第2局にて提供された勝負めし
- 新潟アルビレックスBB 五十嵐圭選手[18]
- NGT48 小越春花[19]
- NON STYLE 井上裕介[20]
- 浪曲師 玉川太福[21]
- 元大相撲幕内 豊山 小柳亮太[22]
- NGT48 奈良未遥[23]
- アルビレックス新潟レディース 平尾知佳選手[24]

- 著名人紹介の他にJA全農にいがたとのコラボにより県産食材を使ったグルメも取り上げる[25]。
- フェンシング 古俣聖選手[26]
- 古町芸妓あおい[27]

スタジオゲスト
- さとちん
- 藤井美菜
- 西村菜那子[28]
- 奈良未遥[29]
- NGT48（不定期出演）

Pickup!
人気注目スポットを高橋、富沢、大角アナが体験紹介するコーナー。
- ANN系列北陸三県、新潟・長野・ 石川お出かけシリーズ。

旅行で食べたい推しグルメ（2024年9月7日）
| 局        | 担当アナ   | 訪問地             |
| --------- | ---------- | ------------------ |
| 新潟(UX)  | 富沢菜々   | 佐渡島             |
| 長野(abn) | 萩原早紀子 | 塩尻市奈良井宿地区 |
| 石川(HAB) | 菅井智絵   | 近江町市場         |

冬のあったかグルメ（2024年11月23日）
| 局         | 担当アナ   | 訪問地     |
| ---------- | ---------- | ---------- |
| 新潟(UX)   | 大角怜司   | 佐渡島     |
| 長野(abn） | 稲垣貴大   | 佐久市     |
| 石川(HAB)  | 森重有里彩 | 金沢市片町 |

- ちょっと寄り道SA&PA とっておきグルメ

県内高速道路のサービスエリア、パーキングエリアで取り扱う名物グルメを富沢、高橋アナがリポートするコーナー。
- おいしさが止まらない 北海道グルメ旅シリーズ（2025年1月25日、2月1日）

1月25日は小樽ならではの海鮮、スィーツなどを大角アナがレポートした。
2月1日は札幌編を放送予定。
マンMOS（マンスリー モスバーガー）
月一でモスバーガーおすすめメニューを店舗スタッフが紹介しスタジオゲストが試食＆プレゼントするコーナー。
まるっとキャッチｕｐ!
今が旬のイベント、注目スポットの告知コーナー。
まるドラ！（不定期）
Honda Cars長岡の提供により2023年4月1日放送分よりフリーアナウンサーの高井瑛子が新発表されたホンダ車をリポートするコーナー。番組公式Youtubeチャンネルではアーカイブが公開されている。
お天気コーナー

### 過去出演者
- ☆富山詠美アナ 旅してちょうないアシスタント（番組開始-2023年5月27日）
- ☆三河かおりアナ メインMC（番組開始-2025年3月29日）1時間のまるどりっ！の時代から合わせて17年5ヶ月に渡ってMCを務めた

### 過去コーナー
- PUI PUI モルカー